# Ига
Ига (јап. 伊賀市) град је у Јапану у префектури Мије. Према попису становништва из 2005. у граду је живело 100.623 становника.

## Становништво
Према подацима са пописа, у граду је 2005. године живело 100.623 становника.
| 1995.   | 2000.   | 2005.   |
| ------- | ------- | ------- |
| 101.435 | 101.527 | 100.623 |